# Ulrike Halbe-Bauer
Ulrike Halbe-Bauer (geboren am 14. Oktober 1949 in Warendorf) ist eine deutsche Schriftstellerin und Übersetzerin.

## Leben und Wirken
Ulrike Halbe-Bauer wuchs in Münster auf, sie studierte Germanistik und Geschichte an den Universitäten Münster und Freiburg im Breisgau und war für ein Jahr als Assistant Teacher in Dundee in Schottland tätig. An das Studium schlossen sich ein Referendariat und einige Jahre Lehrtätigkeit an Hamburger Gymnasien an. Seit 1979 lebt und arbeitet sie als Lehrerin in der Erwachsenenbildung in Freiburg im Breisgau. Mit ihrem Mann, Manfred Halbe, zusammen hat sie Sachbücher und Romane aus dem Englischen übersetzt. Sie hat sich besonders der Geschichte von Frauen verschrieben und biografische Romane und Erzählungen verfasst, die sie in Lesungen vorstellt. Seit 2009 hat sich eine rege Zusammenarbeit mit der Pianistin Elisabeth Stäblein-Beinlich entwickelt, die sich insbesondere der Musik von Komponistinnen widmet. Ulrike Halbe-Bauer ist Mitglied im Literatur Forum Südwest und der GEDOK.

## Werke (Auswahl)
- Propheten im Dunkel. Kunne Brockötter erzählt vom Täuferreich zu Münster. Westfälisches Dampfboot, Münster 1984, ISBN 978-3-924550-00-4
- Paracelsus. Verachtet, gefeiert, gejagt. Historischer Roman. Stieglitz, Mühlacker 1992, ISBN 978-3-7987-0308-7
- Mein Agnes. Die Frau des Malers Albrecht Dürer. Stieglitz, Mühlacker 1996, ISBN 978-3-7987-0333-9
- Olympia Morata. Das Mädchen aus Ferrara. Brunnen, Gießen 2004, ISBN 978-3-7655-1862-1
- Margarete Steiff. „Ich gebe, was ich kann“. Biografischer Roman. Brunnen, Gießen/Basel 2007, ISBN 978-3-7655-1965-9
- Schwalben über dem Fluss' – 1848 in Baden. Wellhöfer, Mannheim 2017, ISBN 978-3-95428-231-9
- Claire. Wellhöfer, Mannheim 2019, ISBN 978-3-95428-257-9
- Stimme aus den großen Sümpfen. Übersetzt aus dem Amerikanischen mit Manfred Halbe (The talking earth. Jean Craighead George). aare, Solothurn 1985, ISBN 978-3-7260-0265-7